# Темні води (фільм, 1993)
"Темні води" (англ. Dark Waters, у США відомий також як Dead Waters) — фільм жахів 1993 року режисера Мар'яно Байно за сценарієм написаним разом із Енді Барком. Один із перших (імовірно, перший) західних фільмів, знятий в Україні після падіння Радянського Союзу 1991 року.

## Сюжет
Молода англійка Елізабет (Луїза Салтер) після смерті батька і попри його заборону приїжджає на острів, де вона колись народилася і де під час пологів померла її мати. Елізабет завжди цікавилася таємницею свого минулого і таємницею своєї сім'ї. Лист від подруги, що жила на загадковому острові, остаточно переконав її втілити свій намір. Після прибуття на острів, Елізабет не знаходить там своєї подруги і опиняється серед дивного ордену монахинь, що живуть немов у Середньовіччі. Замість подруги, яка "вже поїхала", до Елізабет приставляють іншу дівчину, Сару (Венера Сіммонс). Тепер цікавій англійці доведеться дізнатися багато нового про свою сім'ю і переконатися в правоті свого батька, що застерігав її від необдуманого вчинку.